# Janis (álbum de 1975)
Janis es un álbum recopilatorio de la cantante de rock y blues estadounidense Janis Joplin, publicado en 1975. El álbum contiene grabaciones en vivo y algunas canciones pertenecientes a la banda sonora de la película Janis.

## Lista de canciones

### Disco Uno: Janis
1. "Mercedes Benz"
2. "Ball and Chain"
3. "Rap on "Try"
4. "Try (Just a little bit Harder)"
5. "Summertime"
6. Albert Hall Interview (1969)
7. "Cry Baby"
8. "Move Over"
9. Dick Cavett T.V. Interview (1970)
10. "Piece of My Heart"
11. Port Arthur High School Reunion
12. "Maybe"
13. "Me and Bobby McGee"

### Disco Dos: Early Performances
1. "Trouble in Mind"
2. "What Good Can Drinkin' Do"
3. "Silver Threads and Golden Needles"
4. "Mississippi River"
5. "Stealin'"
6. "No Reason For Livin'"
7. "Black Mountain Blues"
8. "Walk Right In"
9. "River Jordan"
10. "Mary Jane"
11. "Kansas City Blues"
12. "Daddy, Daddy, Daddy"
13. "See See Rider"
14. "San Francisco Bay Blues"
15. "Winin' Boy"
16. "Careless Love"
17. "I'll Drown In My Own Tears"